# Papier calque

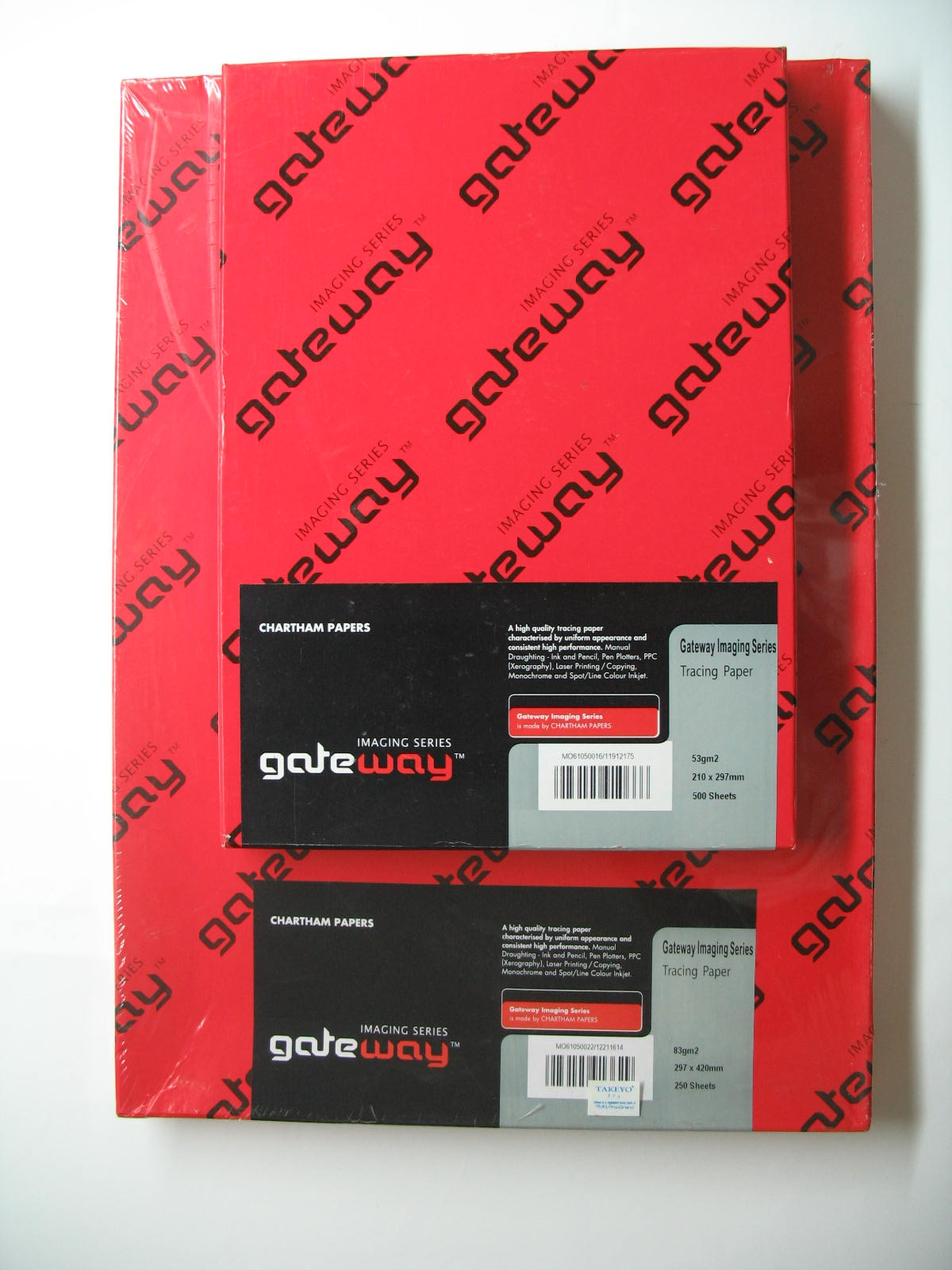
Pochette de papier calque format A4-A3.

Le papier calque est un type de papier translucide. Il est fabriqué en hydratant fortement (sur-gélatinisation) du papier de bonne qualité avec le moins d'impuretés possible, qui est ensuite pressé et traité. Ce processus permet d'enlever les bulles d'air présentes dans le papier, qui causent la couleur blanche de ce dernier. Il peut aussi être fabriqué par immersion du papier dans de l'acide sulfurique pendant quelques secondes. L'acide a pour effet de transformer une partie de la cellulose, et cela donne pour effet le caractère translucide du papier calque.
La fibre de cellulose pure est déjà translucide. C'est l'air emprisonné entre les fibres qui rend le papier opaque et visuellement blanc. Si le papier est suffisamment « raffiné » pour éliminer l'air entre les fibres, la feuille sera également translucide.
Le papier calque est surtout utilisé pour dessiner ou reproduire un dessin (artistique ou technique) par transparence car il est ainsi visible à travers le papier. On obtient un tracé à l'identique.
Le papier calque est idéal pour dessiner à l'encre de Chine ou au crayon car il permet de faire des modifications par grattage ou gommage et aussi d'exécuter des tirages par la photocopie en petit et grand format pour des tirages en nombres.

## Histoire

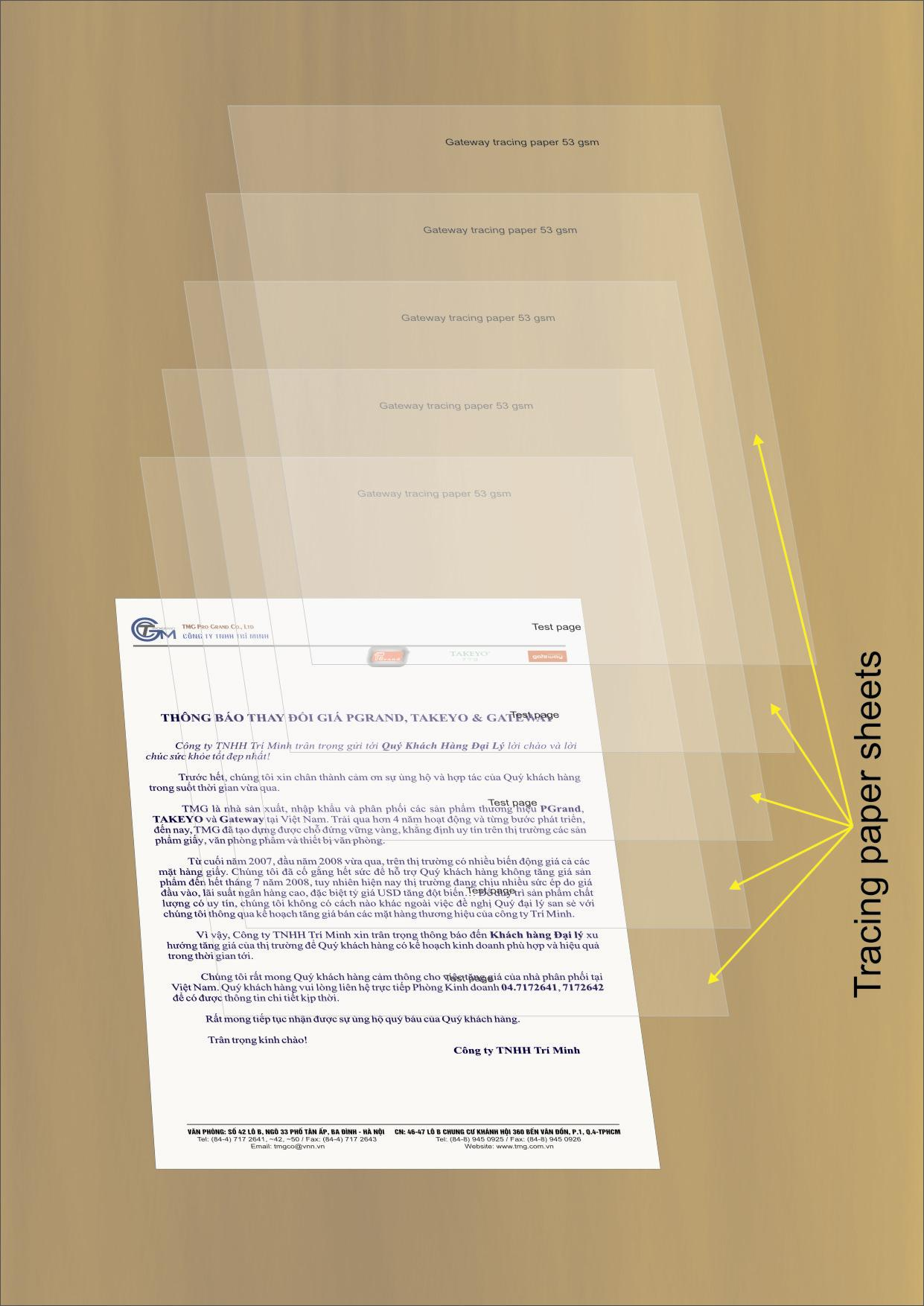
Échelle de transparence du papier calque.

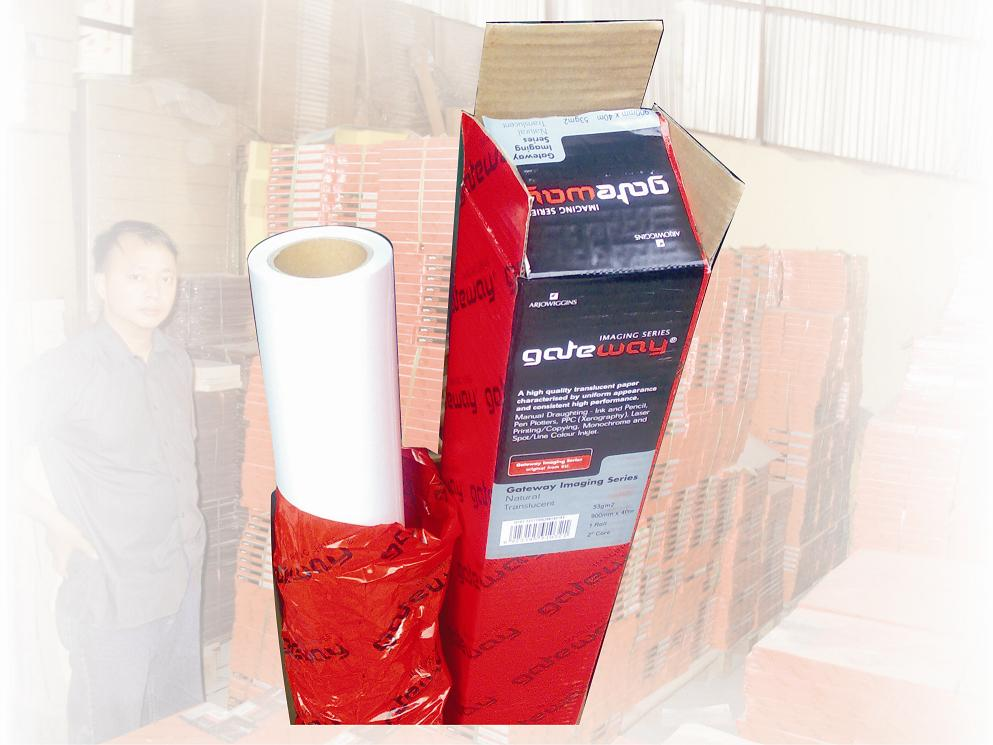
Rouleau de papier calque.

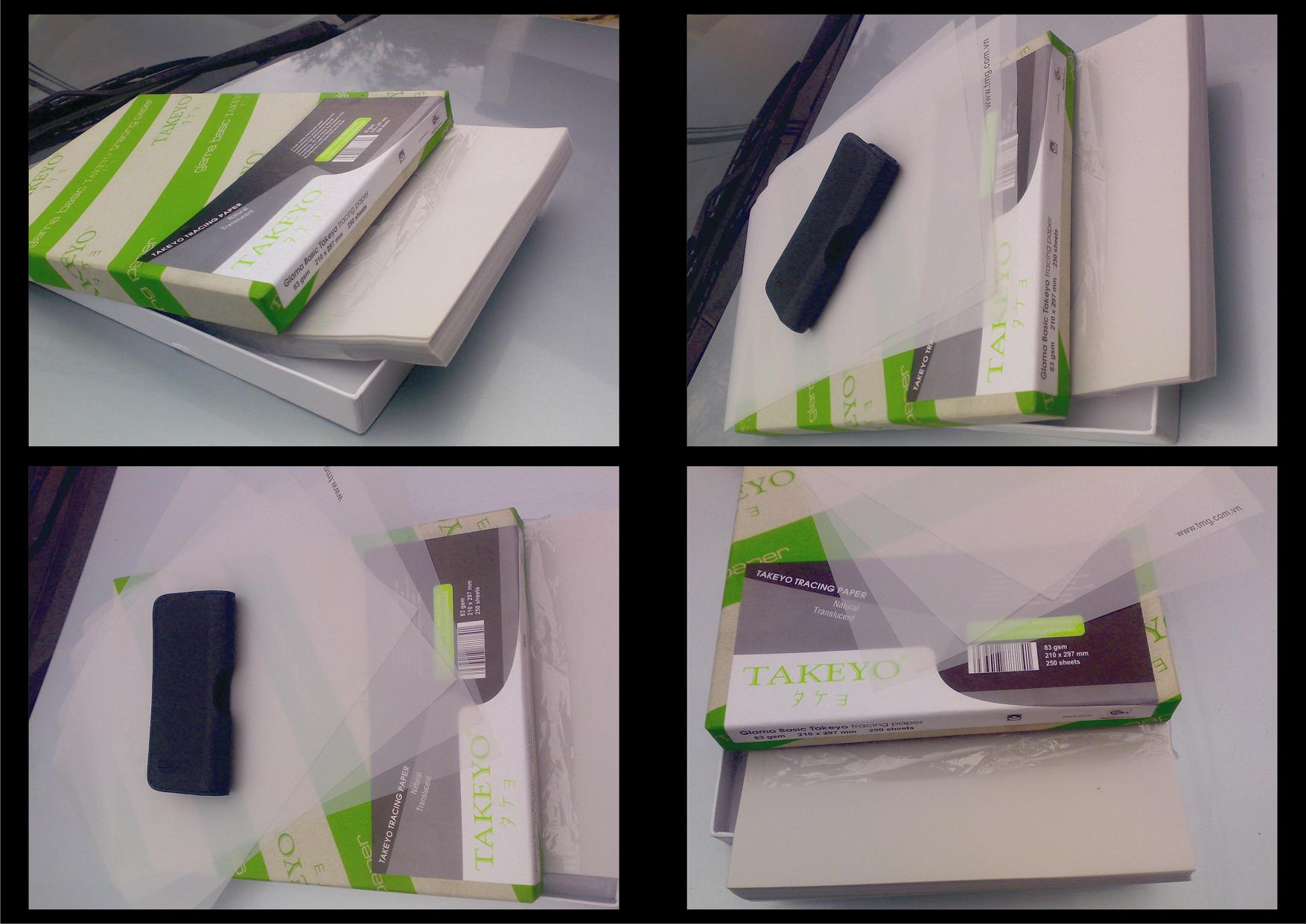
Échantillons de papier calque.

Le papier calque, appelé ainsi parce qu'il permet de calquer, était au XIXe siècle connu sous le nom de papier végétal. Calquer, c'est prendre une image d'un relief, comme une monnaie ou une inscription, en appliquant dessus une feuille de papier et en frottant un fusain, une craie ou un crayon. Par extension, tous les moyens qui permettent de prendre une copie plate. Avant l'invention du papier transparent, on a utilisé le papier huilé, le papier pelure et le papier de soie.
Au début du XXe siècle, tout le dessin industriel se faisait sur papier calque, non seulement à cause de la facilité de corriger une erreur par grattage de l'encre, mais aussi pour permettre la reproduction photographique par contact, donnant par cyanotypie, puis à partir des années 1940 par diazographie, les bleus et les marrons à diffuser aux ateliers.
Mais la fragilité de ce papier, sa propension à la déchirure, sa sensibilité à l'humidité, l'ont fait abandonner au profit du calque polyester.

## Formats standards
| Substance      | Masse volumique | Humidité    | Rugosité            | Translucidité (transparence) | Résistance à la traction | Surface Alkali pH |
| -------------- | --------------- | ----------- | ------------------- | ---------------------------- | ------------------------ | ----------------- |
| ISO 536 (g/m2) | (kg/m3)         | ISO 287 (%) | ISO 8791-2 (ml/min) | ISO 2469 (%)                 | ISO 1974 (mN)            | ISO 6588 (pH)     |
| 42             | 1,200÷1,235     | 7           | 100-300             | 79+/-5                       | 220-440                  | 6-7               |
| 53             | 1,200÷1,235     | 7           | 100-300             | 77+/-5                       | 220-440                  | 6-7               |
| 63             | 1,220÷1,250     | 7           | 100-300             | 75+/-5                       | 220-440                  | 6-7               |
| 73             | 1,220÷1,250     | 7,5         | 100-300             | 75+/-5                       | 220-440                  | 6-7               |
| 83             | 1,220÷1,250     | 7,5         | 100-300             | 75+/-5                       | 220-440                  | 6-7               |
| 93             | 1,220÷1,250     | 7,5         | 100-300             | 75+/-5                       | 220-440                  | 6-7               |
| 100            | 1,220÷1,250     | 7,5         | 100-300             | 75+/-5                       | 220-440                  | 6-7               |
| 112            | 1,220÷1,250     | 8           | 100-300             | 73+/-5                       | 220-440                  | 6-7               |
| 130            | 1,220÷1,250     | 8           | 100-300             | 69+/-5                       | 220-440                  | 6-7               |
| 150            | 1,220÷1,250     | 8           | 100-300             | 65+/-5                       | 220-440                  | 6-7               |
| 160            | 1,220÷1,250     | 8           | 100-300             | 61+/-5                       | 220-440                  | 6-7               |
| 170            | 1,220÷1,250     | 8           | 100-300             | 59+/-5                       | 220-440                  | 6-7               |
| 190            | 1,220÷1,250     | 8           | 100-300             | 55+/-5                       | 220-440                  | 6-7               |
| 200            | 1,220÷1,250     | 8           | 100-300             | 53+/-5                       | 220-440                  | 6-7               |
| 240            | 1,220÷1,250     | 8           | 100-300             | 47+/-5                       | 220-440                  | 6-7               |
| 280            | 1,220÷1,250     | 8           | 100-300             | 45+/-5                       | 220-440                  | 6-7               |

#### Fabricants
- Papier calque Gateway
- Schoellershammer
- « Papiers calque Canson »